# 奧洛斯管
奧洛斯管（英語：aulos, plural , auloi）是一種遠古時代的管樂器，常用於崇拜酒神的儀式。傳說是雅典娜所發明，後被瑪耳緒阿斯拾獲。

## 特性
這是一種以雙管身演奏的管樂器，管口的發聲機制可以是雙簧，也可以是單簧。這種樂器使用於酒神戴歐尼修斯的崇拜儀式中。
公元前582年，在為阿波羅神獻祭的競技會上，有人演奏了「波錫奧斯的諾莫斯」。這首曲子為獨奏的阿夫洛斯管寫作，描述了阿波羅和傳說中巨蛇之間的戰鬥。